# Alfred Schmidt (Fußballspieler, 1929)
Alfred Schmidt (* 25. Februar 1929 in Holthausen (Herne); † 16. Februar 2017) ist ein ehemaliger deutscher Fußballspieler. Der Torhüter hat von 1952 bis 1962 für den SV Sodingen in der damals erstklassigen Fußball-Oberliga West 160 Ligaspiele absolviert.

## Laufbahn
Im Kriegsjahr 1943 meldete sich Alfred Schmidt in der Jugendabteilung des SV Sodingen an. In den ersten Jahren war er als Feldspieler aktiv, erst mit 18 Jahren wechselte er in das Tor. In der Saison 1949/50 gelang dem „Kumpelverein“ im Schatten des Förderturms der Zeche Mont-Cenis der Aufstieg in die 2. Liga West, 1952 sogar der Aufstieg in die Oberliga West. Neben Johann Adamik und Leo Konopczynski gehörte der Torhüter beim Aufstieg zu den Leistungsträgern und avancierte gemeinsam mit ihnen zu den drei Idolen des Bergarbeitervereins im Umfeld des Förderturms. Mit dem Aufstieg des SV Sodingen schien sich noch einmal das Märchen von Alt-Schalke zu wiederholen, eine Knappenelf von einem Pütt in Herne. Harald Landefeld hielt im Oberligabuch „Helmut, erzähl mich dat Tor …“ dazu fest:

„Sodingen schien den ganzen Fußball auf den Kopf zu stellen, wurde zum Magnet, machte die Leute verrückt, eroberte ihre Herzen. Und warum? Weil jeder nach zehn Minuten merkte, welcher Zauber von dieser Mannschaft ausging: Das war keine Elf, das war eine ‚Mannschaft’ in des Wortes wahrster Bedeutung. Da wurde noch einmal jener Satz spürbar von den elf Freunden, die wirklich Freunde sein müssen, um ein Spiel zu gewinnen. Und das waren sie, keine Rastellis, nur solide Fußballer, aber die größten Kämpfer zwischen An- und Abpfiff, die man sich vorstellen konnte. Deshalb liebten wir sie im Ruhrgebiet.“

Schmidt hat als Schweißer Akkord gearbeitet und nach acht Stunden Arbeit das Torhütertraining in der „Sandkuhle“ absolviert. Trainiert wurde zum Teil in der Dunkelheit auf einem Ascheplatz, ehe die Zechenleitung einen Scheinwerfer spendierte, mit dem wenigstens eine Ecke des Spielfeldes ausgeleuchtet werden konnte.
Beim Debüt in der Oberliga brachte Sodingen am 24. August 1952 vor 18.000 Zuschauern ein 2:2-Heimremis gegen die Spielvereinigung Erkenschwick zustande. Die Defensive der Sodinger formierte sich dabei vor Torhüter Schmidt mit dem Verteidigerpaar Alfons Nowak und Leo Konopczinski, sowie der Läuferreihe mit Karl-Heinz Edler, Siegfried Geesmann und Gerhard Harpers. Das Interesse und die Verbundenheit der Zuschauer mit den Spielen der Grün-Weißen war außergewöhnlich. Das zweite Heimspiel am 7. September gegen den 1. FC Köln (0:1) fand vor 25.000, das Spiel am 12. Oktober gegen Borussia Dortmund (1:2) ebenfalls vor 25.000 und das torreiche Heimspiel am 25. Januar 1953 gegen den FC Schalke 04 gar vor 28.000 Zuschauern statt. Die gesamte Runde kämpften Schmidt und Kollegen aber gegen den Abstieg. Der Klassenerhalt wurde mit 25:35 Punkten auf dem elften Rang erreicht. Wegen seiner herausragenden Leistungen, aber auch seiner Gelenkigkeit und seiner spektakulären Paraden erhielt der Sodinger Keeper bald den Beinamen „der Gummimann“. Bundestrainer Sepp Herberger setzte ihn auch am 4. Juni 1953 in einem Testspiel in Augsburg in einer DFB-Auswahl – mit Gerhard Harpers, Herbert Schäfer, Fritz Semmelmann, Felix Gerritzen, Josef Derwall, Willi Schröder, Hans Schäfer – gegen eine Elf von Süddeutschland – Herbert Erhardt, Hans Bauer, Richard Gottinger, Max Morlock, Ulrich Biesinger, Richard Herrmann – ein. Schmidt erlitt aber zu Beginn der zweiten Halbzeit einen Jochbeinbruch mit Gehirnerschütterung und musste deshalb ab der 52. Spielminute durch Günter Klemm ersetzt werden.
Ausgerechnet in der Erfolgsrunde 1954/55 – Sodingen zog als Vizemeister der Oberliga West in die Endrunde um die deutsche Meisterschaft ein – musste er aber seinen Stammplatz im Tor an den drei Jahre jüngeren Günter Sawitzki abtreten und kam auch 1955/56 zu nur zwei Einsätzen in der Oberliga. Nach dem Wechsel von Sawitzki zum VfB Stuttgart zur Runde 1956/57 war Schmidt aber wieder die Nummer eins der Grün-Weißen. Zwar entwickelten sich mit Hans Cieslarczyk und Josef „Jupp“ Marx in den nächsten Runden zwei Talente zu Leistungsträgern, aber im Übrigen war die Mannschaft überaltert und kämpfte durchgehend gegen den Abstieg. Auch der 3:2-Erfolg am Schlusstag der Runde 1958/59, am 22. April 1959 bei Rot-Weiss Essen, konnte mit 21:39 Punkten den Absturz in die 2. Liga nicht mehr verhindern. Zwar glückte 1959/60 unter Trainer Robert Gebhardt in der Zweitklassigkeit der 2. Liga West – Schmidt hatte an der Seite der Mitspieler Josef Marx (30-16), Hans-Werner Wundrock (27-16), Johann Adamik (22-5), Leo Konopczynski (28-0), Erwin Heidinger (29-1), Helmut Niemann (27-3), Friedhelm Panne (30-8), Heinz Schmied (26-0), Gerd Wilbrandt (26-0) alle 30 Ligaspiele absolviert – die Meisterschaft und damit die sofortige Oberligarückkehr, aber nach weiteren zwölf Monaten war das Kapitel Oberligafußball in Sodingen endgültig erledigt. Der 33-jährige Routinier beendete mit seinem Einsatz am 14. April 1962 beim 1:1-Heimremis gegen Rot-Weiß Oberhausen nach insgesamt 160 Oberligapartien seine Laufbahn in der höchsten Leistungsklasse des Westfußballs.
Schmidt erhielt 1962 die Ehrennadel des Westdeutschen Fußballverbandes und beendete ein Jahr später endgültig seine Spielerlaufbahn. Als Trainer war er im Amateurbereich dem Fußball noch Jahre verbunden, machte beruflich eine Umschulung zum Bankkaufmann und arbeitete 20 Jahre lang bei der Herner Sparkasse.

## Stationen
- 1947 bis 1963: SV Sodingen